# Castelul Nakó

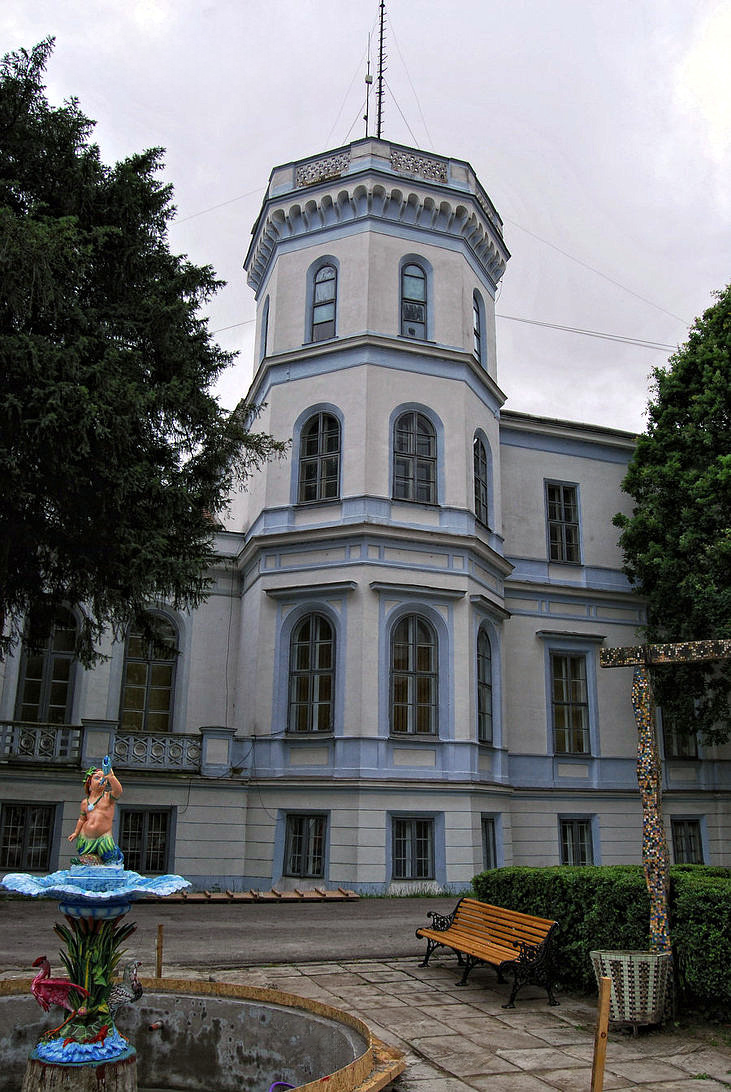

Castelul Nakó, situat în centrul orașului Sânnicolau Mare, a fost construit în anul 1864 de contele Kálmán Nakó în stil neoclasic, după planurile arhitectului Miklós Ybl. În jurul castelului a fost realizat un parc cu arbori de esență rară.

## Istoric
Nakó este numele maghiarizat al lui Nacu. Provine dintr-o familie de aromâni veniți din Grecia și stabiliți în Banat. Frații Nacu, Hristu și Chiril, care făceau parte din cea mai vestită familie nobiliară din nord-vestul județului Timiș-Torontal în secolele XVIII-XIX, cea a grofilor Nacu, au trecut la catolicism și s-au maghiarizat, luându-și numele de Nakó, Kristóf și Cziril. Aceștia au cumpărat domeniul de la Sânnicolau la o licitație, în anul 1781, pe care în 1864 s-a început construcția castelului.

## Descriere
Clădirea, străjuită de un turn în stil medieval, are 99 de încăperi. Pe vremea sa de maximă prosperitate, în castel se afla o bibliotecă cu 5 000 de volume, picturi, statui, mobilă sculptată, porțelanuri rare, scrisori de la Ferenc Deák, Franz Liszt și Richard Wagner. Valorile din castelul conților Nako au dispărut imediat după Primul Război Mondial, când Banatul, pentru scurt timp, s-a aflat sub ocupație sârbească, apoi franceză. După Primul Război Mondial, în castel s-a organizat prima școală agricolă din România, pentru ca în 1941 să devină sediu legionar și apoi cazarmă-depozit de armament.
După al Doilea Război Mondial, între anii 1949-1951 în castel a funcționat o școală de tractoriști iar în anii 1953-1955 o școala agricolă. În 1975 Primăria Sânnicolau Mare a organizat în castel Muzeul „Béla Bartók", pe care l-a inaugurat în 1981. Tot în anii 1980 în castel a funcționat și Casa Pionierilor. După Revoluția Română din 1989, a devenit discotecă și club de calculatoare. Apoi în castel s-a organizat Casa de cultură și muzeul orașului. Este înscris pe lista monumentelor istorice din județul Timiș cu codul  TM-II-m-A-06287.